# Catherine Carey
Catherine Carey (vers 1523 – 15 janvier 1569), est une courtisane de la reine Élisabeth Ire d'Angleterre.

## Biographie
Elle est officiellement la fille de William Carey (v. 1496-1528), gentilhomme de la chambre privée et écuyer du corps du roi Henry VIII, et de Mary Boleyn (v. 1499-1543), la sœur d'Anne Boleyn, la seconde épouse du roi Henri VIII d'Angleterre. Toutefois, sa mère avait une aventure avec le roi Henri VIII entre 1522 et 1525, et donc l'identité réelle de son père est incertaine. Elle est donc probablement la fille aînée du roi.
Son père William Carey meurt de la suette en 1528, alors qu'elle a environ cinq ans. Avec son frère Henry, elle est alors placée sous la protection de sa tante Anne Boleyn, alors épouse du roi Henri VIII. 
Elle est la dame d'honneur d'Anne de Clèves et de Catherine Howard. Elle épouse le puritain Francis Knollys, le 26 avril 1540. En 1556, trois ans après que la catholique Mary Tudor est devenue reine, Catherine Carey et son époux sont contraints de chercher refuge à Francfort, en Allemagne pour échapper aux impitoyables persécutions mariales contre les protestants connus.
Elle est ensuite dame de compagnie de sa cousine Élisabeth Ire d'Angleterre. Une de ses filles, Lettice Knollys, devient la deuxième épouse de Robert Dudley, 1er comte de Leicester, le favori d'Élisabeth Ire. Une autre fille, Elizabeth Knollys, est également dame d'honneur.
Elle meurt à l'âge de 46 ans.